# Ulrich Keller (Kunsthistoriker)
Ulrich Keller (* 1944 in Göttingen) ist ein deutscher Kunsthistoriker und ehemaliger Hochschullehrer der University of California in Santa Barbara.

## Leben
Ulrich Keller studierte Kunstgeschichte, Archäologie und Deutsche Literatur an den Universitäten von Freiburg, Berlin, Wien, Florenz und München. Als Professor für Kunstgeschichte lehrte er von 1970 bis 1974 an der University of Louisville; von 1982 bis 2014 war er Professor für Fotogeschichte an der University of California in Santa Barbara. Von 1974 bis 1977 war er Assistent am Kunsthistorischen Institut Florenz und von 1977 bis 1982 Kurator am Museum für Fotografie im George Eastman House, Rochester, NY. Seit 2014 lebt er in Berlin.

## Rezeption
Er ist Autor des Buches Schuldfragen: Belgischer Untergrundkrieg und deutsche Vergeltung im August 1914 (2017), mit einem Vorwort des Historikers Gerd Krumeich. In diesem Buch geht es thematisch um den sog. Rape of Belgium. Keller kritisierte hier die Ergebnisse von John Horne und Alan Kramer.
Das Buch wurde kontrovers diskutiert. Teilweise wurde es als geschichtsrevisionistisch kritisiert. Sönke Neitzel bestritt, dass das Buch geschichtsrevisionistisch sei. Laut Neitzel hätte Keller vielmehr gezeigt, dass es einen umfassenden Widerstand in Belgien gab und dies ein wichtiger Grund für die folgenden Gewalttaten war. Ulrich Wyrwa urteilte, es mangle „Keller an den Grundlagen historischer Urteilskraft, und sein Versuch, die deutsche Armee von Schuld reinzuwaschen, ist gründlich fehlgeschlagen“. Auf einer Konferenz wurden die Forschungsergebnisse von Keller diskutiert. Peter Lieb vertritt hingegen die Auffassung, dass sich „eine deutsche Franktireurpanik und faktischer Widerstand nicht gegenseitig ausschließen“ und betonte, dass „mit Blick auf die Argumente Kellers die Existenz eines irregulären Widerstands – gestützt auf zuverlässige Dokumente – unbestreitbar, sei“. Alexander Watson erklärte das deutsche Verhalten mit situativen Aspekten, zumal es sich nur um eine vorübergehende Gewalteskalation gehandelt hat. Larissa Wenger bemängelte, dass man in der Vergangenheit häufig französische und belgische Quellen für glaubwürdiger gehalten hat als deutsche Quellen. Sie hielt eine derartige Vorgehensweise nicht für gerechtfertigt.

## Schriften (Auswahl)
- Der Weltkrieg der Bilder. Organisation, Zensur und Ästhetik der Bildreportage 1914–1918, in: Fotogeschichte, Bd. 33, no. 130, 2013, S. 5–50.
- Verdun, 1916. Die Schlacht der Bildreportagen, in: Fotogeschichte, Bd. 33, no. 130, 2013, S. 51–84.
- The iconic turn in American political culture: speech performance for the gilded-age picture press, in: Word & Image, Bd. 29, no. 1, Jan. 2013, S. 1-39, 2013.
- Fotografie und Begehren: Der Triumph der Bildreportage im Medienwettbewerb der Zwischenkriegszeit, in: A. Ramsbrock, A. Vowinckel, M. Zierenberg (Hrsg.), Fotografien im 20. Jahrhundert. Verbreitung und Vermittlung, Göttingen (Wallstein), 2013, S. 129–174.
- The Ultimate Spectacle: A Visual History of the Crimean War. Amsterdam (Gordon and Breach), 2001.
- The Warsaw Ghetto in Photographs. 206 Views Made in 1941, New York (Dover), 1984 (deutsche Übersetzung bei Nishen, Berlin, 1987).
- The Myth of Art Photography: A Sociological Analysis, in: History of Photography, Bd. 8, Oct. 1984, S. 249–75.
- The Myth of Art Photography: An Iconographic Analysis, in: History of Photography, Bd. 9, Jan. 1985, S. 1–38.
- August Sander. Menschen des 20. Jahrhunderts: Portraitphotographien 1892–1952, München (Schirmer & Mosel) 1980.
- The Highway as Habitat: A Roy Stryker Documentation, 1943–1955, Santa Barbara (University Art Museum), 1985.
- Reitermonumente absolutistischer Fürsten: staatstheoretische Voraussetzungen und politische Funktionen. München (Schnell und Steiner), 1971.